# Język orija
Język orija (ଓଡ଼ିଆ, trl. oṛiā; ang. Odia, uprzednio Oriya; hindi ओड़िया, trb. orija, trl. oṛiyā, uprzednio उड़िया, trb. urija, trl. uṛiyā) – język z podgrupy wschodniej grupy indoaryjskiej języków indoeuropejskich. Posługuje się nim ok. 32 mln osób zamieszkujących indyjski stan Orisa, gdzie jest językiem urzędowym. Ma własny system pisma, tzw. alfabet sylabiczny orija.